# Isomyia yerburyi
Isomyia yerburyi är en tvåvingeart som först beskrevs av Senior-white, Aubertin och John Smart 1940.  Isomyia yerburyi ingår i släktet Isomyia och familjen Rhiniidae.
Artens utbredningsområde är Sri Lanka. Inga underarter finns listade i Catalogue of Life.